# Best of Ghostface Killah
Best of Ghostface Killah (znany również pod nazwą Icon) – kompilacyjny album amerykańskiego rapera Ghostface Killah, członka Wu-Tang Clan, wydany 27 maja 2014 roku nakładem wytwórni Def Jam Recordings. Wydawnictwo zawiera 11 utworów nagranych w latach 2003–2010 i było sprzedawane tylko za pośrednictwem sieci sklepów Best Buy.

## Lista utworów
| Nr  | Tytuł utworu                                                    | Producent                      | Długość |
| --- | --------------------------------------------------------------- | ------------------------------ | ------- |
| 1.  | „Run” (gościnnie Jadakiss)                                      | RZA                            | 3:19    |
| 2.  | „Biscuits” (gościnnie Trife da God)                             | True Master                    | 3:24    |
| 3.  | „Holla”                                                         | Ghostface Killah               | 3:19    |
| 4.  | „Back Like That” (gościnnie Ne-Yo)                              | Xtreme                         | 4:02    |
| 5.  | „The Champ”                                                     | Just Blaze                     | 4:09    |
| 6.  | „Be Easy” (gościnnie Trife da God)                              | Pete Rock                      | 3:19    |
| 7.  | „Yolanda's House” (gościnnie Raekwon, Method Man, Joi Starr)    | Ant-Live                       | 3:12    |
| 8.  | „Killa Lipstick” (gościnnie Method Man, Masta Killa)            | Anthony Acid, Ghostface Killah | 3:38    |
| 9.  | „2getha Baby”                                                   | Yakub                          | 3:01    |
| 10. | „Run (Remix)” (gościnnie Freeway, Jadakiss, Lil Wayne, Raekwon) | RZA                            | 5:54    |
| 11. | „Back Like That (Remix)” (gościnnie Kanye West, Ne-Yo)          | Xtreme                         | 4:02    |
|     |                                                                 |                                | 41:19   |